# Filipp Oktiabrskii
Filipp Sergeievitx Oktiabrskii (rus: Филипп Сергеевич Октябрьский; tot i que el seu cognom autèntic era Ivanov – Иванов; 23 d'octubre de 1899 – 8 de juliol de 1969) va ser un almirall soviètic, comandant de la Flota del Mar Negre durant la Gran Guerra Patriòtica, participant tant en la defensa com en la reconquesta de Crimea. Va rebre el títol d'Heroi de la Unió Soviètica.

## Biografia
Filipp Oktiabrskii va néixer el 23 d'octubre de 1899 al poble de Lukxin, a l'óblast de Tver al si d'una família camperola. Va treballar a la  Northwestern River Shipping Company .
Va ingressar a la Marina Roja el 1918, ingressant al Partit Comunista el 1919. El 1922 va graduar-se als cursos de la Universitat Comunista de Petrograd i, el 1928, a les classes paral·leles de l'Acadèmia Naval Frunze.
Durant la Guerra Civil Russa va lluitar a bord de la Flota del Bàltic i de la Flota del Nord. Després va estar destinat a les flotes del Bàltic, del Pacífic i del Mar Negre, comandant un torpediner, un grup, una divisió, una brigada i, finalment, un destacament de torpediners. Des de febrer de 1938 va comandar la flotilla de l'Amur i, des del març de 1939, la Flota del Mar Negre.
Durant la Gran Guerra Patriòtica, el vicealmirall Oktiabrskii va ser un dels comandants de les defenses d'Odessa i Sebastòpol. Com a comandant de la Flota del Mar Negre va ser el comandant de la zona defensiva de Sebastòpol, proporcionant transport marítim d'equip militar i personal a les ciutats assetjades i, en la fase final de la defensa, dirigint la seva evacuació. També participà en la preparació i en l'execució dels desembarcaments de Kertx de 1941-42.
Des d'octubre de 1943 va ser nomenat comandant de la Flotilla de l'Amur i, des del març de 1944, tornà a comandar la Flota del Mar Negre, contribuint en gran manera a l'alliberament de la regió del Caucas i Crimea. El 10 d'abril de 1944 va ser promogut al rang d'Almirall.
Després de la guerra va continuar comandant la Flota del Mar Negre. Des de novembre de 1948 i fins a gener de 1951 va ser vicecomandant de la Marina Soviètica, però entre 1951 i 1952 va haver de retirar-se a causa d'una malaltia. Des d'abril de 1952 i fins a novembre de 1953 va ser cap de les instal·lacions de proves científiques; i des de 1957 fins a 1960 va comandar l'Escola Naval Superior Nakhímov a Sebastòpol.
El 20 de febrer de 1958, el Presídium del Soviet Suprem li concedí el títol d'Heroi de la Unió Soviètica.
El setembre del 1960 va ser assessor del Grup d'Inspectors Generals del Ministeri de Defensa. Va ser elegit diputat del Soviet Suprem de la Unió Soviètica.
Va morir a la ciutat de Sebastòpol el 8 de juliol de 1969, sent enterrat allà.

## Condecoracions
- Heroi de la Unió Soviètica
- Orde de Lenin (3)
- Orde de la Bandera Roja (3)
- Orde d'Uixakov de 1a classe (2)
- Orde de Nakhímov de 1a classe
- Orde de Suvórov de 2a classe
- Orde de l'Estrella Roja
- Medalla de la defensa d'Odessa
- Medalla de la defensa de Sebastòpol
- Medalla de la victòria sobre Alemanya en la Gran Guerra Patriòtica 1941-1945
- Medalla del 20è Aniversari de la Victòria en la Gran Guerra Patriòtica
- Medalla del 20è Aniversari de l'Exèrcit Roig
- Medalla del 30è Aniversari de l'Exèrcit i l'Armada Soviètics
- Medalla del 40è Aniversari de les Forces Armades Soviètiques
- Medalla del 50è Aniversari de les Forces Armades Soviètiques
- Comandant de la Legió del Mèrit (Estats Units)